# Serie A de 1954–55
O Campeonato Italiano de Futebol de 1954–55, denominada oficialmente de Serie A 1954-1955, foi a 53.ª edição da principal divisão do futebol italiano e a 23.ª edição da Serie A. O campeão foi o Milan que conquistou seu 5.º título na história do Campeonato Italiano. O artilheiro foi Gunnar Nordahl, do Milan (27 gols).

## Classificação
| Pos. | Equipes        | Pts | J  | V  | E  | D  | GP | GC | SG  | Classificação ou Rebaixamento              |
| ---- | -------------- | --- | -- | -- | -- | -- | -- | -- | --- | ------------------------------------------ |
| 1    | Milan          | 48  | 34 | 19 | 10 | 5  | 81 | 35 | 46  | Primeira fase da Copa da Europa de 1955–56 |
| 2    | Udinese        | 44  | 34 | 16 | 12 | 6  | 58 | 42 | 16  | Rebaixamento para a Serie B de 1955–56[a]  |
| 3    | Roma           | 41  | 34 | 13 | 15 | 6  | 53 | 39 | 14  |                                            |
| 4    | Bologna        | 40  | 34 | 15 | 10 | 9  | 56 | 47 | 9   |                                            |
| 5    | Fiorentina     | 39  | 34 | 14 | 11 | 9  | 49 | 48 | 1   |                                            |
| 6    | Napoli         | 38  | 34 | 13 | 12 | 9  | 50 | 40 | 10  |                                            |
| 7    | Juventus       | 37  | 34 | 12 | 13 | 9  | 60 | 53 | 7   |                                            |
| 8    | Internazionale | 36  | 34 | 13 | 10 | 11 | 55 | 49 | 6   |                                            |
| 9    | Sampdoria      | 34  | 34 | 11 | 12 | 11 | 54 | 44 | 10  |                                            |
| 9    | Torino         | 34  | 34 | 12 | 10 | 12 | 42 | 45 | –3  |                                            |
| 11   | Genoa          | 31  | 34 | 9  | 13 | 12 | 34 | 44 | −10 |                                            |
| 12   | Catania        | 30  | 34 | 10 | 10 | 14 | 38 | 47 | −9  | Rebaixamento para a Serie B de 1955–56[a]  |
| 12   | Lazio          | 30  | 34 | 11 | 8  | 15 | 41 | 52 | −11 |                                            |
| 12   | Triestina      | 30  | 34 | 9  | 12 | 13 | 34 | 52 | −18 |                                            |
| 15   | Atalanta       | 28  | 34 | 8  | 12 | 14 | 35 | 38 | −3  |                                            |
| 15   | Novara         | 28  | 34 | 10 | 8  | 16 | 39 | 53 | −14 |                                            |
| 17   | SPAL           | 23  | 34 | 5  | 13 | 16 | 24 | 49 | −25 |                                            |
| 18   | Pro Patria     | 21  | 34 | 6  | 9  | 19 | 29 | 55 | −25 |                                            |

- a. ^ Catania e Udinese foram rebaixados para a Serie B pela FIGC por um caso de corrupção. Pro Patria e SPAL mantiveram suas vagas na Serie A.

## Premiação
| Serie A de 1954–55         |
| Lombardia                  |
| -------------------------- |
| MILAN Campeão (5.º título) |

## Artilheiros
| Pos. | Jogador                 | Equipe         | Gols |
| ---- | ----------------------- | -------------- | ---- |
| 1    | Gunnar Nordahl          | Milan          | 27   |
| 2    | Lorenzo Bettini         | Udinese        | 20   |
| 3    | Gino Pivatelli          | Bologna        | 16   |
| 3    | Poul Aage Rasmussen     | Atalanta       | 16   |
| 5    | Giancarlo Bacci         | Torino         | 15   |
| 5    | Giuseppe Virgili        | Fiorentina     | 15   |
| 5    | John Hansen             | Lazio          | 15   |
| 5    | Juan Alberto Schiaffino | Milan          | 15   |
| 9    | Gino Armano             | Internazionale | 14   |
| 9    | Arne Selmosson          | Udinese        | 14   |
| 11   | Jørgen Leschly Sørensen | Milan          | 13   |
| 12   | Vittorio Ghiandi        | Catania        | 12   |
| 12   | Carlo Galli             | Roma           | 12   |
| 12   | Benito Lorenzi          | Internazionale | 12   |
| 15   | Dionisio Arce           | Novara         | 11   |
| 15   | Helge Bronée            | Juventus       | 11   |
| 15   | István Nyers            | Roma           | 11   |
| 15   | Sergio Brighenti        | Internazionale | 11   |